# Луганська волость
Луганська волость — історична адміністративно-територіальна одиниця Бахмутського повіту Катеринославської губернії із центром у селі Луганське.
Станом на 1886 рік складалася з 7 поселень, 2 сільських громад. Населення — 10 436 осіб (5842 чоловічої статі та 5594 — жіночої), 1472 дворових господарств.
|                     | Площа, десятин | У тому числі орної, дес. |
| ------------------- | -------------- | ------------------------ |
| Сільських громад    | 30174          | 18000                    |
| Приватної власності | —              | —                        |
| Казенної власності  | 30             | —                        |
| Іншої власності     | 370            | 175                      |
| Загалом             | 30574          | 18175                    |

Поселення волості:
- Луганське — колишнє державне село при річках Лугань, Марківка й Скилева за 24 версти від повітового міста, 5864 особи, 733 дворових господарства, православна церква, школа, лікарня, 7 лавок, рейнський погріб, 3 ярмарки на рік і щоденні базари. За 16 верст — залізнична станція.
- Государів Байрак — колишнє державне село при річці Лугань, 5310 осіб, 653 дворових господарства, православна церква, школа, арештантський будинок, 7 лавок, 3 ярмарки на рік.

За даними на 1908 рік у волості налічувалось 4 поселення, загальне населення волості зросло до 19 312 осіб (9633 чоловічої статі та 9679 — жіночої), 2791 дворове господарство.